# 13254 Kekulé
(13254) Kekulé, denumire internațională (13254) Kekule, este un asteroid din centura principală de asteroizi.

## Descriere
13254 Kekulé este un asteroid din centura principală de asteroizi. A fost descoperit pe 26 iulie 1998 la Observatorul La Silla de Eric Walter Elst. Asteroidul prezintă o orbită caracterizată de o semiaxă mare de 2,30 ua, o excentricitate de 0,13 și o înclinație de 6,7° în raport cu ecliptica.